# Spiritualité catholique
 (octobre 2024).
La spiritualité catholique est représentée par différents courants, dont les spiritualités inspirées par le cénobitisme, le thomisme et la spiritualité ignatienne. Pour les catholiques, elle est indissociable de la présence de Dieu en ce monde. Fondée sur la révélation contenue dans la Bible comme dans la Tradition, elle se caractérise par diverses manières de vivre les promesses du baptême, à la fois dans la prière, la liturgie et la pratique, et grâce à l'action des sacrements.

## Définition

### Fondements scripturaires
Dans l'histoire du christianisme, la dimension spirituelle apparaît dès le début, avec les épîtres de Paul, qui relie le mot grec pneuma (« souffle ») à la vie des fidèles. Dans la théologie paulinienne, le chrétien se doit de vivre en union avec l'Esprit de Dieu, et, avec l'aide de la grâce divine, il éprouve le désir de voir cette union devenir plus étroite. Cette relation avec le Dieu trine est à la fois volontaire et progressive, à travers l'oeuvre de l'Esprit mais aussi au sein de la communauté des croyants. La spiritualité consiste donc à s'approcher de plus en plus de la volonté divine, en approfondissant sa propre foi et en répondant le mieux possible aux promesses de son baptême.

### Critères
Pour la Conférence des évêques de France, plusieurs critères sont à prendre en compte pour déterminer les caractéristiques d'un courant spirituel, parmi lesquels la mise en relief de tel ou tel aspect de la vie chrétienne, une pédagogie particulière, un choix de textes bibliques de référence ou encore une spécificité de la mission.

## Universalisme
Au sens littéral, le mot catholicisme signifie vocation universelle.

## Œuvres de spiritualité
- Hildegarde de Bingen, Liber divinorum operum, v. 1170
- Maître Eckhart, Sermons, v. 1300 (Éditions du Seuil, 2012)
- Catherine de Sienne, Le Livre des dialogues, v. 1379 (Seuil, 2002  (ISBN 2-02-051390-0))
- Thomas a Kempis, Imitation de Jésus-Christ, v. 1400
- Ignace de Loyola, Exercices spirituels, 1548
- Thérèse d'Avila, Le Château intérieur, 1577
- Jean de la Croix, La Nuit obscure, v. 1585
- François de Sales, Introduction à la vie dévote, 1608
- Blaise Pascal, Mémorial, 1654
- Louis-Marie Grignion de Montfort, Traité de la vraie dévotion à la Vierge Marie, 1712
- Jean-Pierre de Caussade, Abandon à la Providence divine, v. 1740
- John Henry Newman, Grammaire de l'assentiment, 1870
- Pierre Teilhard de Chardin, La Messe sur le monde, 1923
- Edith Stein, La Crèche et la Croix, 1931-1941 (Ad Solem, 2007  (ISBN 978-2-940402-10-6))
- Thomas Merton, Le Signe de Jonas, 1953 (Éditions Albin Michel, 1955)